# Fermione
In fisica un fermione, in onore del fisico Enrico Fermi, è una particella subatomica che segue la statistica di Fermi-Dirac e di conseguenza ha spin semintero (1/2, 3/2, 5/2...), secondo il teorema spin-statistica. Fermioni e bosoni sono le due famiglie fondamentali in cui si dividono le particelle.
Elementi distintivi principali dei fermioni sono il sottostare al principio di esclusione di Pauli e il possedere sempre massa. Tutta la materia conosciuta è costituita da fermioni, responsabili, direttamente o attraverso la loro forza attrattiva, della massa rilevabile in natura.

## Origine del termine

Le particelle elementari del Modello standard: i fermioni occupano le prime tre colonne

Il termine fermione per questo tipo di particelle venne coniato dal fisico Paul Dirac nel 1945 in onore di Enrico Fermi in una lecture intitolata "Developments in Atomic Theory", facendolo derivare dal cognome «fermi-» del fisico italiano, seguìto dal suffisso «-on», «-one» in italiano, che è divenuto un suffisso diffuso in ambito di fisica delle particelle.

## Proprietà

### Simmetria
La proprietà di obbedire o meno al principio di esclusione di Pauli si traduce matematicamente nel fatto che i fermioni seguono la statistica di Fermi-Dirac, mentre i bosoni seguono la statistica di Bose-Einstein. Le conseguenze sono che fermioni e bosoni presentano proprietà diverse di simmetria sotto lo scambio di due particelle: un sistema composto di fermioni identici si trova sempre in uno stato anti-simmetrico sotto lo scambio di due fermioni; al contrario, un sistema composto di particelle identiche della classe bosonica si trova sempre in uno stato globale completamente simmetrico sotto lo scambio di due particelle. La funzione d'onda totale di un sistema costituito da fermioni identici è perciò completamente antisimmetrica e cambia segno sotto lo scambio di due fermioni qualsiasi.

### Spin
Il teorema spin-statistica lega lo spin delle particelle alla statistica quantistica alla quale esse devono obbedire. Il teorema dimostra che particelle a spin intero (0, 1, 2...) sono necessariamente bosoni, mentre quelle a spin semintero (1/2, 3/2, 5/2...) sono necessariamente fermioni.

### Generazioni
I fermioni possono essere raggruppati in base alle loro proprietà di interazione in tre generazioni. La prima è composta da elettroni, neutrini elettronici e dai quark up e down. Tutta la materia ordinaria è costituita da elettroni e dai quark up e down in varie combinazioni. Le particelle delle due generazioni successive hanno massa maggiore delle precedenti (per quanto ne sappiamo; per i neutrini le attuali tecniche non permettono una misura diretta della massa, ma solo dei valori assoluti delle differenze di massa). A causa della loro maggior massa, i leptoni e i quark della seconda e terza famiglia (o le particelle da essi costituite) sono instabili e presentano una breve vita media, potendo decadere in particelle più leggere costituite da elementi della prima famiglia.

## I fermioni nel modello standard
Nel modello standard vi sono due tipi di fermioni elementari: i quark (che costituiscono i protoni e i neutroni) e i leptoni (come gli elettroni).
Una particella non elementare può essere un fermione (come i barioni) o un bosone (come i mesoni), a seconda che contenga rispettivamente un numero dispari o pari di quark e abbia di conseguenza spin globale semintero o intero. Tale regola è valida anche per gli atomi. Diversamente, la natura fermionica o bosonica di una particella composta è indipendente dal numero di bosoni.
Il comportamento fermionico o bosonico di una particella composta o di un atomo (o sistema) si può notare solo a grande distanza (comparata alle dimensioni del sistema). In prossimità, dove le strutture spaziali iniziano ad avere importanza, il comportamento segue le leggi dei costituenti elementari. Per esempio, due atomi di elio, malgrado le loro proprietà bosoniche, non possono condividere lo stesso spazio se questo è confrontabile in dimensioni alla grandezza della struttura interna dell'atomo stesso (~10−10 m). Così l'elio liquido ha una densità finita, confrontabile a quella della materia liquida ordinaria.
Le particelle che costituiscono la materia ordinaria sono fermioni elementari (leptoni) o composti (barioni). Il principio di esclusione di Pauli, al quale sottostanno i fermioni, è responsabile della "rigidità" della materia e della stabilità degli orbitali atomici, oltre a rendere possibile, nel caso degli elettroni, il legame covalente in chimica.